# Chambre de commerce et d'industrie de Corse
La chambre de commerce et d'industrie de Corse est une chambre consulaire régionale issue de la fusion de la Chambre de commerce et d'industrie d'Ajaccio et de la Corse-du-Sud (CCI2A) et de Chambre de commerce et d'industrie de Bastia et de la Haute-Corse.
Son siège a été fixé à Bastia par décret du Premier ministre (François Fillon) en 2011.
Actuellement sous la tutelle de l'État, la CCI régionale de Corse pourrait être gérée par la Collectivité de Corse, associant l'Assemblée de Corse et le Conseil exécutif de Corse.

## Présidents
- Jean Dominici, ancien président de la CCI de Bastia et de la Haute-Corse[2]